# Idlewild (Californie)
Pour les articles homonymes, voir Idlewild.
Idlewild est une census-designated place américaine située dans le comté de Tulare dans l'État de Californie. En 2010, sa population était de 43 habitants.

## Démographie
| 2010 | - | - | - | - | - |
| ---- | - | - | - | - | - |
| 43   | - | - | - | - | - |

## Source de la traduction
- (en) Cet article est partiellement ou en totalité issu de l’article de Wikipédia en anglais intitulé « Idlewild, Tulare County, California » (voir la liste des auteurs).